# Palash
Palash (en bengali : পলাশ) est une upazila du Bangladesh dans le district de Narsingdi. En 1991, on y dénombrait 174 040 habitants.